# 拟双带镜蛤
拟双带镜蛤（学名：Pardosinia amphidesmoides），是帘蛤目帘蛤科Pardosinia属的一种。主要分布于韩国、中国大陆、台湾，常栖息在潮间带至潮下带水深20米细沙底。